# Ichneumon cupidus
Ichneumon cupidus là một loài tò vò trong họ Ichneumonidae.